# Isla Arey
La isla Arey (en inglés: Arey Island) es una isla que se encuentra situada en el estado de Alaska, Estados Unidos, al oeste de la Isla Barter, entre la laguna Arey y el mar de Beaufort.
Tiene una superficie que ronda los once kilómetros cuadrados; se trata de un complejo banco de arena y actualmente se encuentra deshabitada. La mayoría del terreno es propiedad privada y pertenece a la Kaktovik Inupiat Corporation y para obtener una entrada es necesario obtener un permiso y abonar las tarifas establecidas por la corporación.